# ایوان مک‌گرگور
ایوان گوردن مک‌گرگور OBE (انگلیسی: Ewan Gordon McGregor؛ زادهٔ ۳۱ مارس ۱۹۷۱) بازیگر اسکاتلندی است. او برندهٔ جوایز گوناگونی از جمله یک جایزهٔ گلدن گلوب و یک جایزهٔ امی ساعات پربیننده شده‌است. او در سال ۲۰۰۴ برای خدماتش در نمایش و خیریه، نشان افسر والا مقام امپراتوری بریتانیا (OBE) را دریافت کرد.
فعالیت حرفه‌ای مک‌گرگور در سال ۱۹۹۳ در نقش اصلی مجموعهٔ تلویزیونی بریتانیایی رژلب روی یقه‌ات از کانال ۴ آغاز شد. مدتی بعد نقش مارک رنتون را در فیلم کمدی رگ‌یابی (۱۹۹۶) ایفا کرد. او برای بازی در نقش اوبی-وان کنوبی در اپرای فضایی جنگ ستارگان: قسمت اول – تهدید شبح (۱۹۹۹) به شهرت بین‌المللی رسید. مک‌گرگور در سال ۲۰۰۱ در فیلم عاشقانهٔ مولن روژ! ایفای نقش کرد و برایش نامزد دریافت جایزهٔ گلدن گلوب شد. او نقش اوبی-وان کنوبی را در دو فیلم دیگر از سه‌گانه پیش‌درآمد جنگ ستارگان (۱۹۹۹–۲۰۰۵) و مینی‌سریال اوبی وان کنوبی (۲۰۲۲) ایفا کرده‌است و برای این نقش تحسین شد.
از نقش‌آفرینی‌های معروف مک‌گرگور می‌توان به فیلم‌های سقوط شاهین سیاه (۲۰۰۱)، ماهی بزرگ (۲۰۰۳)، ربات‌ها (۲۰۰۵)، فرشتگان و شیاطین (۲۰۰۹)، سایه‌نویس (۲۰۱۰)، صید ماهی آزاد در یمن (۲۰۱۱) و دیو و دلبر (۲۰۱۷) اشاره کرد. او در سال ۲۰۱۹ نقش بزرگ‌سالی دنی تورنس را در فیلم ترسناک دکتر اسلیپ ایفا کرد و سپس در نقش بلک ماسک در فیلم ابرقهرمانی پرندگان شکاری (۲۰۲۰) حضور داشت. مک‌گرگور در سال ۲۰۱۸ برای ایفای نقش در مجموعهٔ تلویزیونی فارگو برندهٔ جایزهٔ گلدن گلوب بهترین بازیگر مرد شد. او در سال ۲۰۲۱ برای ایفای نقش در مینی‌سریال هالستون برندهٔ جایزهٔ امی ساعات پربیننده شد.
مک‌گرگور در نمایش‌نامه‌های تئاتر نظیر اتلو (۲۰۰۷–۲۰۰۸) ایفای نقش کرده‌است. نام او در سال ۱۹۹۷ در رتبهٔ ۳۶ فهرست «۱۰۰ ستاره برتر سینمایی تمام دوران» مجلهٔ امپایر قرار گرفت. در یک نظرسنجی بی‌بی‌سی در سال ۲۰۰۴، او چهارمین فرد اثرگذار در فرهنگ بریتانیا نام گرفت. مک‌گرگور در امور خیریه نیز مشارکت داشته‌است و از سال ۲۰۰۴ به عنوان سفیر یونیسف در انگلستان خدمت کرده‌است. او همچنین در سال ۲۰۱۶ جایزهٔ بشردوستانه بفتا را دریافت کرد.

## اوایل زندگی
ایوان مک گرگور از پدر و مادری که هر دو معلم بودند در اسکاتلند به دنیا آمد. او در نوجوانی تحصیلات آکادمیک را ترک کرد تا بتواند به گروه تئاتر ملحق شود و دوره بازیگری را تکمیل کند. مک گرگور به مدت یک سال در مدرسه موسیقی و درام لندن به تحصیل پرداخت. او پس از پیشنهاد بازیگری، تحصیل را رها کرد و وارد عرصه بازیگری شد.

## فیلم‌شناسی
| سال  | عنوان                               | نقش                               | توضیحات             |
| ---- | ----------------------------------- | --------------------------------- | ------------------- |
| ۱۹۹۴ | انسان بودن                          | Alvarez                           |                     |
| ۱۹۹۴ | قبر کم‌عمق                           | الکس لا                           |                     |
| ۱۹۹۵ | آب‌میوه آبی                          | Dean Raymond                      |                     |
| ۱۹۹۶ | رگ‌یابی                              | Mark Renton                       |                     |
| ۱۹۹۶ | اما                                 | فرانک چرچیل                       |                     |
| ۱۹۹۶ | ناامیدی                             | اندی بارو                         |                     |
| ۱۹۹۶ | کتاب بالش                           |                                   |                     |
| ۱۹۹۷ | نگهبان شب                           | مارتین بلز                        |                     |
| ۱۹۹۷ | بوسه مار                            |                                   |                     |
| ۱۹۹۷ | یک زندگی کمتر معمولی                |                                   |                     |
| ۱۹۹۸ | دسر                                 | Stroller                          | فیلم کوتاه          |
| ۱۹۹۸ | معدن طلای مخملی                     | کرت وایلد                         |                     |
| ۱۹۹۸ | لیتل ویس                            | بیلی                              |                     |
| ۱۹۹۹ | جنگ ستارگان: قسمت اول – تهدید شبح   | اوبی وان کنوبی                    |                     |
| ۱۹۹۹ | معامله‌گر سرکش                       | نیک لسن                           |                     |
| ۱۹۹۹ | چشم ناظر                            |                                   |                     |
| ۲۰۰۰ | نورا                                |                                   |                     |
| ۲۰۰۱ | مولن روژ!                           | Christian                         |                     |
| ۲۰۰۱ | سقوط شاهین سیاه                     | SPC John Grimes                   |                     |
| ۲۰۰۲ | جنگ ستارگان: قسمت دوم – حمله کلون‌ها | اوبی-وان کنوبی                    |                     |
| ۲۰۰۲ | هندسه فضایی                         | Phil                              | فیلم کوتاه          |
| ۲۰۰۳ | مرگ بر عشق                          | Catcher Block                     |                     |
| ۲۰۰۳ | مرد جوان                            | Joe Taylor                        |                     |
| ۲۰۰۳ | ماهی بزرگ                           | Edward Bloom (young)              |                     |
| ۲۰۰۵ | ربات‌ها                              | Rodney Copperbottom               | صداپیشه             |
| ۲۰۰۵ | جنگ ستارگان: قسمت سوم – انتقام سیت  | اوبی-وان کنوبی                    |                     |
| ۲۰۰۵ | کبوتر بی‌باک                         | Valiant                           | صداپیشه             |
| ۲۰۰۵ | بمان                                | Dr. Sam Foster                    |                     |
| ۲۰۰۵ | جزیره                               |                                   |                     |
| ۲۰۰۶ | تندرشکن                             | Ian Rider                         |                     |
| ۲۰۰۶ | دوشیزه پاتر                         | Norman Warne                      |                     |
| ۲۰۰۶ | صحنه‌های یک ماهیت جنسی               |                                   |                     |
| ۲۰۰۷ | رؤیای کاساندرا                      | Ian Blane                         |                     |
| ۲۰۰۸ | آتش‌زا                               | Jasper Black                      |                     |
| ۲۰۰۸ | فریب                                | Jonathan McQuarry                 |                     |
| ۲۰۰۹ | فرشتگان و شیاطین                    | Camerlengo Father Patrick McKenna |                     |
| ۲۰۰۹ | دوستت دارم فیلیپ موریس              | Phillip Morris                    |                     |
| ۲۰۰۹ | مردانی که به بزها خیره می‌شوند       | باب ویلتون                        |                     |
| ۲۰۰۹ | آملیا                               | Gene Vidal                        |                     |
| ۲۰۱۰ | ننی مک‌فی و بیگ بنگ                  | Rory Green                        |                     |
| ۲۰۱۰ | سایه‌نویس                            |                                   |                     |
| ۲۰۱۰ | جک‌بوتس در وایتهال                   | Chris                             | صداپیشه             |
| ۲۰۱۰ | تازه‌کارها                           | Oliver Fields                     |                     |
| ۲۰۱۱ | حس بی‌نقص                            | Michael                           |                     |
| ۲۰۱۱ | بی‌استفاده                           | Kenneth                           |                     |
| ۲۰۱۲ | صید ماهی آزاد در یمن                | Dr. Alfred Jones                  |                     |
| ۲۰۱۲ | غیرممکن                             |                                   |                     |
| ۲۰۱۳ | جک غول‌کش                            | Elmont                            |                     |
| ۲۰۱۳ | آگوست: اوسیج کانتی                  | Bill Fordham                      |                     |
| ۲۰۱۴ | یک میلیون راه برای مردن در غرب      | Cowboy at Fair                    | حضور افتخاری        |
| ۲۰۱۴ | پسر تفنگ                            | Brendan Lynch                     |                     |
| ۲۰۱۵ | موردکای                             | Inspector Alistair Martland       |                     |
| ۲۰۱۵ | مایلز پیش رو                        | دیو بریل                          |                     |
| ۲۰۱۵ | آخرین روزها در بیابان               | مسیح/شیطان                        |                     |
| ۲۰۱۵ | جنگ ستارگان: نیرو برمی‌خیزد          | اوبی-وان کنوبی                    | حضور کوتاه؛ صداپیشه |
| ۲۰۱۶ | جین دست به اسلحه می‌برد              | جان بی‌شاپ                         |                     |
| ۲۰۱۶ | خائن مورد نظر ما                    | Peregrine "Perry" Makepeace       |                     |
| ۲۰۱۶ | نغمه آمریکایی                       | Seymour "Swede" Levov             | همچنین کارگردان     |
| ۲۰۱۷ | رگیابی تی۲                          | مارک رنتون                        |                     |
| ۲۰۱۷ | دیو و دلبر                          | لامیر                             |                     |
| ۲۰۱۸ | زوئی                                | کولی                              |                     |
| ۲۰۱۸ | کریستوفر رابین                      | کریستوفر رابین                    |                     |
| ۲۰۱۹ | دکتر اسلیپ                          | دنی تورنس                         |                     |
| ۲۰۱۹ | جنگ ستارگان: خیزش اسکای‌واکر         | اوبی-وان کنوبی                    | حضور کوتاه؛ صداپیشه |
| ۲۰۲۰ | پرندگان شکاری                       | بلک ماسک                          |                     |
| ۲۰۲۱ | کیک تولد                            |                                   |                     |
| ۲۰۲۲ | ریموند و ری                         | ریموند                            |                     |
| ۲۰۲۲ | پینوکیو                             | جیرجیرک سخنگو                     | صداپیشه             |
| ۲۰۲۳ | عشق خونین                           |                                   |                     |